# Twierdza Palmanova

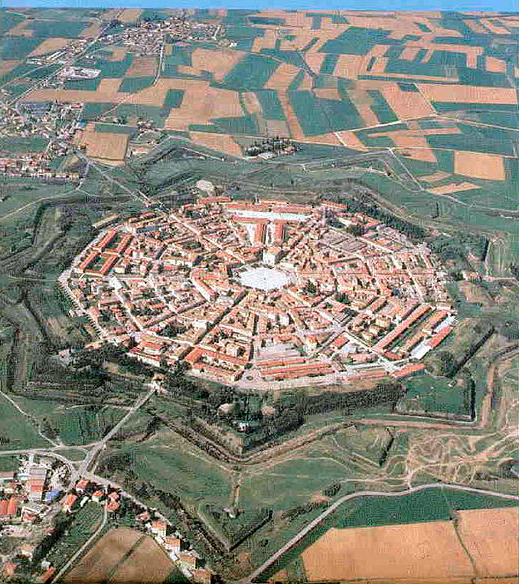
Zdjęcie lotnicze twierdzy

Twierdza Palmanova (wł. Fortezza di Palmanova) – twierdza gwiazda otaczająca miejscowość Palmanova we Włoszech. Składa się z 3 pierścieni, które były budowane w odstępach czasu. Pierwszy krąg o obwodzie 7 km zaczęto budować w 1593, jego budowa trwała 30 lat. Drugi etap budowy miał miejsce w latach 1658–1690. Pomiędzy 1806 a 1813 rokiem wykonano ostatnie prace. Twierdza składa się z: 9 rawelinów, 9 bastionów, 9 lunet, 18 kawalierów. Całość otoczona jest fosami - zarówno mokrymi jak i suchymi. 